# Mesquita Brasil
A Mesquita Brasil é um templo islâmico localizado no bairro do Cambuci, bairro central da cidade de São Paulo. Construída em 1929 pela Sociedade Beneficente Muçulmana pelo egípcio  Dr. Abdallah Abdelshakour em São Paulo, é a mais antiga mesquita de todo o Brasil. A mesquita foi inaugurada em 20 de Maio de 1960, com a presença do S.E. Hussein Zulfaqqar Sabry, Vice Ministro das Relações Exteriores da República Árabe Unida.